# Список объектов, названных в честь Лейбница
Существует несколько математических и другого рода объектов, названных в честь Лейбница:

## Теоремы
- Теорема Лейбница (геометрия) — о медианах.
- Теорема Лейбница о сходимости знакочередующихся рядов

## Формулы
- Формула Ньютона-Лейбница основная формула (теорема) математического анализа
- Формула Лейбница дифференцирования интеграла с переменными пределами
- Формула Лейбница кратного дифференцирования произведения двух функций
- Формула Лейбница для медианы тетраэдра
- Формула Лейбница для определителей

## Прочие математические объекты
- Лейбницева алгебра[англ.], алгебра Лейбница.
- Нотация Лейбница, Обозначения Лейбница.
- Оператор Лейбница[англ.].
- Признак Лейбница о сходимости рядов
- Ряд Лейбница для числа пи
- Тождество Лейбница для дифференциальных операторов.

## Нематематические объекты
- Премия имени Лейбница.
- Ганноверский университет имени Лейбница.
- Ассоциация Лейбница.
- Мемориал Лейбница[нем.].
- Печенье Leibniz.
- Лейбниц (лунный кратер).